# Kołysanka Rosemary
„Kołysanka Rosemary” (ang. „Rosemary's Lullaby”) – utwór muzyczny skomponowany przez Krzysztofa Komedę pod oryginalnym tytułem ang. "Sleep Safe and Warm". Motyw przewodni napisany specjalnie na potrzeby filmu Romana Polańskiego Dziecko Rosemary. W filmowej wersji utwór wykonywany był przez Mię Farrow.
Kompozycja była aranżowana wielokrotnie przez różnych muzyków. W 1997 trzy jej wersje znalazły się na płycie Tomasza Stańki Litania. W 2007 roku została wydana płyta Ultra Orange & Emmanuelle, gdzie „Rosemary's Lullaby” wykonała Emmanuelle Seigner. Na wydanej w 2011 roku płycie Komeda Leszka Możdżera znalazł się także utwór „Sleep Safe and Warm”.